# Dieburger Dreiecksrennen
Das Dieburger Dreiecksrennen fand von 1948 bis 1955 auf einem Straßenrundkurs nahe Dieburg statt. 1952 war das Dieburger Dreiecksrennen der erste Lauf der 250-cm³-Lizenzklasse der Deutschen Motorrad-Straßenmeisterschaft. Ursprünglich als Motorradrennen organisiert, gingen 1949 auch Kleinstrennwagen (Formel 3) an den Start, 1950 beteiligten sich NSU-Werksfahrer an den Motorradklassen. 1955 hatte das Dieburger Dreiecksrennen auch internationale Beteiligung mit Fahrern aus zehn Nationen. 1952 wurde die Länge des Rundkurses von 3,3 Kilometer auf fünf Kilometer verlängert. Für die Rennen mussten auch Abschnitte von Bundesstraßen gesperrt werden, was ab 1956 aus Sicherheitsgründen nicht mehr gestattet wurde.
Seit 2005 versucht ein Motorsportclub, mit „Revival“ genannten Oldtimer-Veranstaltungen an die Tradition anzuknüpfen.
Das Museum Schloss Fechenbach widmete im Jahr 2010 dem Dieburger Dreiecksrennen eine Sonderausstellung unter dem Motto „Unvergessliche Jahre für den Dieburger Motorsport“. Bis zu 75.000 Besucher strömten in den acht Jahren nach Dieburg, bis das Rennen aus sicherheits- und verkehrstechnischen Gründen eingestellt werden musste.

## Siegerliste
| Auflage | Datum              | Klasse            | Sieger                                      |
| ------- | ------------------ | ----------------- | ------------------------------------------- |
| 1.      | 26. September 1948 | 125 cm³           | Rudolf Hammer (Puch)                        |
| 1.      | 26. September 1948 | 250 cm³           | Hermann Paul Müller (DKW)                   |
| 1.      | 26. September 1948 | 350 cm³           | Wilhelm Herz (NSU)                          |
| 1.      | 26. September 1948 | 500 cm³           | Georg Meier (BMW)                           |
| 1.      | 26. September 1948 | Gespanne 600 cm³  | Schmidt / Julius Beer (NSU)                 |
| 1.      | 26. September 1948 | Gespanne 1200 cm³ | Sepp Müller / Karl Rührschneck (BMW)        |
|         |                    |                   |                                             |
| 2.      | 17. Juli 1949      | 125 cm³           | Carl Döring (DKW)                           |
| 2.      | 17. Juli 1949      | 250 cm³           | Hermann Gablenz (DKW)                       |
| 2.      | 17. Juli 1949      | 350 cm³           | Hein Thorn Prikker (Velocette)              |
| 2.      | 17. Juli 1949      | 500 cm³           | Georg Meier (BMW)                           |
| 2.      | 17. Juli 1949      | Gespanne 600 cm³  | Hans Schumann / Franz Höller (DKW)          |
| 2.      | 17. Juli 1949      | Gespanne 1200 cm³ | Thomas Seppenhauser / Josef Wenshofer (BMW) |
|         |                    |                   |                                             |
| 3.      | 16. Juli 1950      | 125 cm³           | Ewald Kluge (DKW)                           |
| 3.      | 16. Juli 1950      | 250 cm³           | Ewald Kluge (DKW)                           |
| 3.      | 16. Juli 1950      | 350 cm³           | Heiner Fleischmann (NSU)                    |
| 3.      | 16. Juli 1950      | 500 cm³           | Ernst Hoske (Norton)                        |
| 3.      | 16. Juli 1950      | Gespanne 600 cm³  | Hermann Böhm / Karl Fuchs (DKW)             |
| 3.      | 16. Juli 1950      | Gespanne 1200 cm³ | Thomas Seppenhauser / Josef Wenshofer (BMW) |
|         |                    |                   |                                             |
| 4.      | 15. April 1951     | 125 cm³           | Otto Daiker (NSU)                           |
| 4.      | 15. April 1951     | 250 cm³           | Hein Thorn Prikker (Moto Guzzi)             |
| 4.      | 15. April 1951     | 350 cm³           | Roland Schnell (Parilla)                    |
| 4.      | 15. April 1951     | 500 cm³           | Siegfried Fuß (Triumph)                     |
| 4.      | 15. April 1951     | Gespanne 500 cm³  | Adolf Hisgen / Fritz Lasthaus (BMW)         |
| 4.      | 15. April 1951     | Gespanne 750 cm³  | Walter Schneider / Walter Nüssen (BMW)      |
|         |                    |                   |                                             |
| 5.      | 6. April 1952      | 125 cm³           | Walter Reichert (Puch)                      |
| 5.      | 6. April 1952      | 250 cm³           | Hein Thorn Prikker (Moto Guzzi)             |
| 5.      | 6. April 1952      | 350 cm³           | Hans Baltisberger (A.J.S.)                  |
| 5.      | 6. April 1952      | 500 cm³           | Rudi Knees (Norton)                         |
| 5.      | 6. April 1952      | Gespanne 500 cm³  | Hermann Böhm / Karl Fuchs (DKW)             |
| 5.      | 6. April 1952      | Gespanne 750 cm³  | Franz Mohr / Günter Müller (BMW)            |
|         |                    |                   |                                             |
| 6.      | 19. April 1953     | 125 cm³           | Rudi Meister (F.B Mondial)                  |
| 6.      | 19. April 1953     | 250 cm³           | August Hobl (DKW)                           |
| 6.      | 19. April 1953     | 350 cm³           | Hermann Paul Müller (Schnell-Horex)         |
| 6.      | 19. April 1953     | 500 cm³           | Alois Huber (Norton)                        |
| 6.      | 19. April 1953     | Gespanne 500 cm³  | Otto Schmid / Otto Kölle (Norton)           |
|         |                    |                   |                                             |
| 7.      | 11. April 1954     | 125 cm³           | Hubert Luttenberger (MV Agusta)             |
| 7.      | 11. April 1954     | 250 cm³           | Helmut Hallmeier (Adler RS 250)             |
| 7.      | 11. April 1954     | 350 cm³           | Heinz Rieber (A.J.S.)                       |
| 7.      | 11. April 1954     | 500 cm³           | Walter Zeller (BMW)                         |
| 7.      | 11. April 1954     | Gespanne 500 cm³  | Otto Schmid / Otto Kölle (Norton)           |
|         |                    |                   |                                             |
| 8.      | 24. April 1955     | 250 cm³           | Hans Baltisberger (NSU)                     |
| 8.      | 24. April 1955     | 350 cm³           | Ken Kavanagh (Moto Guzzi)                   |
| 8.      | 24. April 1955     | 500 cm³           | Ernst Riedelbauch (BMW)                     |
| 8.      | 24. April 1955     | Gespanne 500 cm³  | Wilhelm Noll / Fritz Cron (BMW)             |

## Verweise